# Franciszek Kociński
Franciszek Kociński (ur. w 1801 w Odolanowie  – zm. 2 kwietnia 1865 w Koźminie) – dziekan dekanatu koźmińskiego, proboszcz dobrzycki w latach 1836–1859 i koźmiński w latach 1859 - 1865.

## Życiorys
Święcenia kapłańskie przyjął w 1829 roku i został skierowany po pracy duszpasterskiej jako wikariusz w Pobiedziskach, a następnie w Doruchowie.
W 1836 roku otrzymał parafię w Dobrzycy, gdzie objął probostwo w kościele św. Tekli
Wytoczył proces ówczesnemu właścicielowi Dobrzycy, baronowi von Kottwitz o przekazywanie przez niego świadczeń pieniężnych na utrzymanie kościoła i duszpasterzy (jak to było w zwyczaju). Proces wygrał i baron zmuszony był partycypować w kosztach w wysokości 1/3 wydatków. 
Zainicjował starania o budowę nowego kościoła, murowanego i przykrytego dachówką. 
Władza duchowna dekretem z 3 maja 1834 mianowała go dziekanem dekanatu koźmińskiego (rozciągał się on wówczas od Pogorzeli do Ostrowa i Wysocka). 1 lutego 1859 r. został proboszczem w Koźminie i tam pracował do śmierci.
W Dobrzycy zapamiętany został jako gorliwy obrońca praw dobrzyckiego beneficjum.